# Stillwater (Oklahoma)
Stillwater – miasto w środkowym rejonie stanu Oklahoma w Stanach Zjednoczonych. Jest to siedziba hrabstwa Payne oraz drugiego co do wielkości uniwersytetu stanowego Oklahoma State University, rywalizującego z University of Oklahoma w Norman ulokowanym na południu stanu.

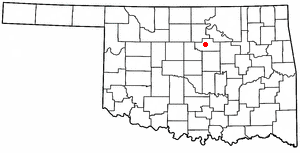
Lokalizacja Stillwater na mapie stanu z zaznaczeniem granic hrabstw; UTC-6/UTC-5 latem.

Miliarder i działacz gospodarczy T. Boone Pickens wywodzi się stąd i m.in. dopłaca w postaci wielkich darowizn do rozwoju kampusu i funduszu inwestycyjno-dochodowego OSU.
Jest to pierwsza osada utworzona na tzw. Ziemiach Nieprzyznanych (ang. Unassigned Lands), co jest odzwierciedlone w motto miasta. Stillwater położone jest w kierunku północno-wschodnim od aglomeracji Oklahoma City (ang. Oklahoma City Metropolitan Area) jednak obecnie jest postrzegane jako miasto satelitarne Oklahoma City, z uwagi na zwiększający się odsetek mieszkańców-dojazdowiczów.

## Sport
W mieście rozgrywany jest kobiecy turniej tenisowy, pod nazwą Stillwater Pro Tennis Classic, zaliczany do rangi ITF, z pulą nagród 25 000 $.